# Oliarus dimidiata
Oliarus dimidiata är en insektsart som beskrevs av Berg 1879. Oliarus dimidiata ingår i släktet Oliarus och familjen kilstritar. Inga underarter finns listade i Catalogue of Life.